# Daniel Gisiger
Daniel Gisiger, född den 9 oktober 1954 i Baccarat i Frankrike, är en schweizisk före detta tävlingscyklist. Han var en god tempocyklist och bland hans meriter finns tre segrar i partempoloppet Trofeo Baracchi och två i det "inofficiella värlsdmästerskapet i individuellt tempolopp – Grand Prix des Nations. Han var också en god spurtare och vann bland annat två etapper i Giro d'Italia. På bana blev Gisiger schweizisk mästare i poänglopp (en disciplin som går ut på att samla poäng i inlagda spurter) fyra gånger och vann sex sexdagarslopp.
Efter karriären var Gisiger först sportdirektör för Frank-Toyo-Thalmann från 1989 till 1900, men 1991 flyttade han till Nya Kaledonien och öppnade ett träningscenter, varefter han flyttade tillbaka till Schweiz 2002 och arbetade som tränare vid Centre Mondial du Cyclisme UCI ("UCIs världscenter för cykelsport") i Aigle till 2006. Från 2007 till 2021 var han sedan schweizisk förbundstränare för juniorer (U19) på bana och landsväg (han assisterade sedan det japanska landslaget inför OS 2024) och vid sin avgång tilldelades han ett "Liftime award" av Schweiz olympiska kommitté.

## Meriter – landsväg
| 1977 9:a totalt i Étoile des Espoirs 1978 Vinnare totalt qv Étoile des Espoirs Vinnare av Grand Prix d'Isbergues Vinnare av etapp 2b (ITT) i Tour de Romandie 2:a i GP de Fourmies 5:a i GP Lugano (ITT) 6:a i Grand Prix des Nations (ITT) 1979 3:a i GP Lugano (ITT) 3:a i Circuit de l'Indre 4:a i Trofeo Baracchi med Josef Fuchs (partempo) 10:a i Grand Prix des Nations (ITT) 10:a i Grand Prix d'Isbergues 1980 2:a i Omloop der Vlaamse Ardennen-Ichtegem 2:a i Grand Prix des Nations (ITT) 3:a totalt i Tour de Luxembourg 3:a i Trofeo Baracchi med Josef Fuchs (partempo) 3:a i linjelopp vid Schweiziska mästerskapen 8:a i GP du canton d'Argovie 10:a totalt i Étoile des Espoirs 1981 Vinnare av Trofeo Baracchi med Serge Demierre (partempo) Vinnare av GP du canton d'Argovie Vinnare av etapp 15 i Giro d'Italia Vinnare av etapp 9 i Tour de Suisse Vinnare av prologen i Volta a Catalunya Vinnare av Trofeo Masferrer 2:a i linjelopp vid Schweiziska mästerskapen 2:a i GP Lugano 5:a i Escalada a Montjuïc 6:a i Giro dell'Umbria | 1982 Vinnare av Trofeo Baracchi med Roberto Visentini (partempo) Vinnare av prologen i Volta a Catalunya 2:a i Grand Prix des Nations (ITT) 4:a i linjelopp vid Schweiziska mästerskapen 5:a i Züri Metzgete 8:a i Tirreno-Adriatico 9:a totalt i Giro di Puglia 1983 Vinnare av Trofeo Baracchi med Silvano Contini (partempo) Vinnare av Grand Prix des Nations (ITT) Vinnare av prologen i Tour de Suisse 3:a i GP du canton d'Argovie 5:a i Coppa Bernocchi 9:a i linjelopp vid Schweiziska mästerskapen 1984 3:a i Trofeo Baracchi med Urs Freuler (partempo) 6:a i Coppa Agostoni 7:a i Grand Prix des Nations (ITT) 1985 Vinnare av etapp 17 i Giro d'Italia 5:a i Trofeo Baracchi med Serge Demierre (partempo) 1986 10:a i Tour du Nord-Ouest 1987 3:a i linjelopp vid Schweiziska mästerskapen 4:a i Trofeo Baracchi med Tony Rominger (partempo) 7:a totalt i Tour de Luxembourg 7:a i Grand Prix des Nations (ITT) 7:a i GP Eddy Merckx (ITT) 9:a totalt GP Tell 1988 2:a i Trofeo Baracchi med Werner Stutz (partempo) |

## Meriter – bana
| 1975 Schweizisk mästare i poänglopp 1976 Schweizisk mästare i poänglopp 1977 Schweizisk mästare i poänglopp 2:a i individuellt förföljelselopp 1987 Schweizisk mästare i poänglopp 3:a i individuellt förföljelselopp 1988 3:a i poänglopp | Nedan listas Gisigers segrar i sexdagarslopp: 1982/1983 Nouméas sexdagars med Diederik Foubert 1983/1984 Grenobles sexdagars med Patrick Clerc Zürichs sexdagars med Urs Freuler 1984/1985 Zürichs sexdagars med Urs Freuler 1986/1987 Zürichs sexdagars med Urs Freuler 1988/1989 Zürichs sexdagars med Jörg Müller |